# 飯土井町
飯土井町（いいどいまち）は、群馬県前橋市の地名。郵便番号は379-2111。2013年現在の面積は1.57km2。

## 地理
前橋市の南東部、赤城山南麓の末端に位置している。緩やかな傾斜のある平坦地であるが、東縁から南縁に神沢川が流れている。

### 河川
- 神沢川

## 歴史
江戸時代頃からある地名である。はじめは大胡城主牧野氏領、元和2年に前橋藩領、明和5年に幕府領代官前沢藤十郎支配地、天明5年に前橋藩領、天保14年に幕府領岩鼻代官林部善太左衛門支配地、弘化2年に岩槻藩領、同3年から旗本佐々木氏領だった。

### 年表
- 1889年4月1日 町村制施行により、飯土井村は荒子村、ニ之宮村、今井村、富田村、荒口村、泉沢村、下大屋村、飯土井村、新井村、西大室村、東大室村と合併し南勢多郡荒砥村が成立する。
- 1896年4月1日 南勢多郡と東群馬郡が統合し勢多郡となる。
- 1957年2月20日 木瀬村と合併し城南村が成立する。
- 1967年5月1日 城南村が前橋市へ編入される。そのため前橋市飯土井町となる。

### 地名の由来
鎮守の井出上神社祠畔に井があり、村上天皇の時に大干に際し、ここに祠を建立して雨乞いをしたところ、大雨になった。この霊験にちなみ「飯土井」と称したとされている。

## 世帯数と人口
2017年（平成29年）8月31日現在の世帯数と人口は以下の通りである。
| 町丁     | 世帯数  | 人口  |
| -------- | ------- | ----- |
| 飯土井町 | 279世帯 | 716人 |

## 小・中学校の学区
市立小・中学校に通う場合、学区は以下の通りとなる。
| 番地 | 小学校               | 中学校             |
| ---- | -------------------- | ------------------ |
| 全域 | 前橋市立二之宮小学校 | 前橋市立荒砥中学校 |

## 交通

### 鉄道
鉄道駅はない。

### 道路
国道は国道17号上武道路が、県道は群馬県道74号伊勢崎大胡線、群馬県道114号苗ヶ島飯土井線が通っている。

## 施設
- 井出上神社
- 西濃運輸 前橋支店